# UD Granadilla Tenerife
Az Unión Deportiva Granadilla Tenerife női labdarúgó szakosztálya 2013-ban alakult. A spanyol Primera División résztvevője.

## Klubtörténet
A klubot Granadilla de Abonában Sergio Batista, Julio Luis Pérez, Andrés Clavijo és Eduardo Chinea hozta létre 2013-ban.
Megalakulásuk után a másodosztály küzdelmeiben 100%-os teljesítménnyel csoportelsőként végeztek, azonban a rájátszásban a Granada jobbnak bizonyult. A következő szezonjukban megismételték előző évi teljesítményüket és a rájátszásban sem találtak legyőzőre, így a 2015–16-os élvonalba jutottak.
A bajnokságban várakozáson felül teljesítettek és a hetedik helyen zárták a sorozatot.

## Statisztikák

### Szezonok
| Szezon  | Bajnokság        | Bajnokság | Bajnokság | Bajnokság | Bajnokság | Bajnokság | Bajnokság | Bajnokság | Bajnokság | Kupa         | Gólkirálynő         |
| Szezon  | Osztály          | H.        | J         | Gy.       | D.        | V.        | G+        | G-        | Pont      | Kupa         | Gólkirálynő         |
| ------- | ---------------- | --------- | --------- | --------- | --------- | --------- | --------- | --------- | --------- | ------------ | ------------------- |
| 2013–14 | Segunda División | 1         | 22        | 22        | 0         | 0         | 177       | 3         | 66        |              |                     |
| 2014–15 | Segunda División | 2         | 32        | 28        | 3         | 1         | 238       | 12        | 87        |              |                     |
| 2015–16 | Primera División | 7         | 30        | 14        | 5         | 11        | 49        | 44        | 47        | Negyeddöntős |                     |
| 2016–17 | Primera División | 6         | 30        | 13        | 7         | 10        | 53        | 41        | 46        | Elődöntős    | Luana Spindler (10) |
| 2017–18 | Primera División | 4         | 30        | 16        | 6         | 8         | 48        | 33        | 54        | Elődöntős    | María José (12)     |
| 2018–19 | Primera División | 4         | 30        | 17        | 3         | 10        | 46        | 40        | 54        | Legjobb 16   | María José (14)     |
| 2019–20 | Primera División | 9         | 21        | 6         | 6         | 9         | 24        | 35        | 24        | Legjobb 16   | María José (7)      |

     Aranyérmes 
      Ezüstérmes 
      Bronzérmes

## Játékoskeret
2020. október 3-tól
| #  |     | Poszt | Név               |
| -- | --- | ----- | ----------------- |
| 1  | ESP | K     | Pili              |
| 13 | BRA | K     | Aline Reis        |
| 25 | VEN | K     | Nayluisa Cáceres  |
|    | NED | K     | Shania van Nuland |
| 5  | USA | V     | Jackie Simpson    |
| 10 | ESP | V     | Pisco             |
| 14 | ESP | V     | Natalia Ramos     |
| 15 | USA | V     | Adrienne Jordan   |
| 20 | ESP | V     | María Estella     |
|    | ESP | V     | Cindy García      |
|    | VEN | KP    | Andrea Zeolla     |
| 2  | USA | KP    | Katie Murray      |
| 4  | USA | KP    | Clare Pleuler     |
| 6  | ESP | KP    | Paola Hernández   |

| #  |     | Poszt | Név                    |
| -- | --- | ----- | ---------------------- |
| 18 | CMR | KP    | Raissa Feudjio         |
| 21 | ESP | KP    | Silvia Doblado         |
| 22 | ESP | KP    | Patricia Gavira        |
| 23 | ESP | KP    | María Tejera           |
| 24 | VEN | KP    | Yerliane Moreno        |
| 26 | ESP | KP    | Aithiara Carballo      |
| 27 | POL | KP    | Aleksandra Zaremba     |
| 7  | ESP | CS    | Ana González Martín    |
| 8  | CIV | CS    | Ange N'Guessan         |
| 9  | ESP | CS    | Cristina Martín-Prieto |
| 16 | SRB | CS    | Allegra Poljak         |
| 17 | ESP | CS    | María José             |
| 19 | CAN | CS    | Kayla Zophia           |
|    | VEN | CS    | Enyer Higuera          |

## Korábbi híres játékosok
| - Paloma Lázaro - Noelia Ramos - Megan Crosson - Luana Spindler - Dozono Ajano - Jordyn Listro - Ştefania Vătafu |

## A klub vezetőedzői
- Andrés Clavijo (2013–2014)
- Ainhoa Melendez (2014–2015)
- Antonio García Ayala (2015–2018)
- Antonio González (megbízott) (2018 szeptember)
- Pier Luigi Cherubino (2018–2019)
- David Amaral (2019–)